# マンチェスター・シティ EDS
マンチェスター・シティFCは、EDS（エリート・デベロップメント・スカッド）と呼ばれる23歳以下の選手が主体となっているチームでリザーブカテゴリーに参加しており、アカデミー修了後のユース育成に焦点を当てるため、以前の（よりシニアの）リザーブチームから置き換えられた。18歳以下のカテゴリーでは、マンチェスター・シティ・アカデミーのチームが参加している。
また、2021-22プレミアリーグでファーストチーム、U-23、U-18の3冠を達成した。これにより、3カデゴリーにおいて2連覇に成功した。

## EDS
2012-13シーズンからU-21プレミアリーグでプレーしていたEDSは、以前はプレミアリザーブリーグ・ノースに所属していた。2011-12シーズンから、EDSは西ヨーロッパにある19歳以下のチームだけが参加できるチャンピオンズリーグ形式の大会NextGen シリーズに参戦していた。
NextGenシリーズの主催者は、この新しい大会の初年度に出場する16チームを、ヨーロッパで最高のアカデミーを有すると考えられるクラブを基準に招待していた。
当時、EDSはマンチェスター・シニアカップとランカシャー・シニアカップに加え、セントラルリーグ・カップなど、いくつかの試合やトーナメントを続けていた。
2016-17シーズン、U-21プレミアリーグはプレミアリーグ2と改称され、年齢制限も23歳に引き上げられた。2020-21シーズンには、このカテゴリーでの初タイトルを獲得し、2021-22シーズンには2連覇を達成した。
UEFAユースリーグは、NextGenシリーズに代わり、本家チャンピオンズリーグ出場クラブのユースチームやU-18カテゴリーの国内王者が参加するU-19大会として2013-14シーズンに開幕した。そのため、この大会ではEDSとアカデミーのハイブリッドチームを起用することになった。これまでの最高成績は、2017-18シーズンの準決勝進出である。
クラブは1892年以来リザーブチームを擁しており、リザーブチームはランカシャー・コンビネーションでプレーしていた。1901-02シーズンにはこのリーグで優勝している。
1911年にランカシャー・コンビネーションを脱退し、セントラル・リーグ結成と同時に加盟した。その後、リザーブチームは2000年までこのリーグでプレーし、1977-78、1986-87、1999-2000の3度優勝している。2006年、クラブはセントラルリーグ（現在のポンティンズ・リーグ（ウェスト））に再参入したが、今度は17歳以下の選手たちに試合を提供するためであった。
近年クラブは、シティ・フットボール・グループの育成戦略の一環として、海外の若手選手を獲得、登録、レンタルしている。彼らはマンチェスター・シティの正式な選手だが、シティのファーストチームやユースチームで試合に出場したことがなく、将来的には出場する前に移籍する可能性がある。2022年、FIFAはこのようなローンを制限する新しいルールを導入した。

### 本拠地
EDSは現在、マンチェスターにあるマンチェスター・シティ・アカデミー・スタジアムで全ホームゲームを開催している。

### 背番号
下記のEDS選手の背番号は、ファーストチームの背番号である。つまり、EDS選手がファーストチームの一員として、親善試合や対抗戦でプレーすることになった場合に着用するシャツの番号となる。ファーストチームの人数は20人程度だが、EDS選手の背番号は40番台後半からというのが通例である。プレミアリーグ2では1～11の背番号が、EFLトロフィーでは選手名を含む背番号が使用される。
ファーストチームの背番号は、通常、オフシーズンの7月下旬に割り当てられ、次のシーズンの全期間にわたって一定となる（つまり、オフシーズンに割り当てられた背番号を着用した選手が、その後、同じシーズン中にクラブを去る場合、そのシーズンの残りの期間に別の選手に割り当てられることはない）。

### 現在のメンバー
2024年2月17日現在
注：選手の国籍表記はFIFAの定めた代表資格ルールに基づく。
| No. | Pos. |                | 選手名                   |
| --- | ---- | -------------- | ------------------------ |
| 51  | DF   | イングランド   | アイザック・スミス       |
| 52  | FW   | ノルウェー     | オスカー・ボブ           |
| 54  | FW   | スコットランド | リアム・スミス           |
| 60  | FW   | イングランド   | タイ・ソジェ             |
| 65  | FW   | イングランド   | ウィリアム・ディックソン |
| 67  | MF   | イングランド   | ケーン・テイラー         |
| 76  | MF   | スペイン       | マハマドゥ・スソホ       |

| No. | Pos. |                | 選手名                            |
| --- | ---- | -------------- | --------------------------------- |
| 92  | MF   | イングランド   | マイカ・ハミルトン                |
| 96  | MF   | イングランド   | ベン・ナイト                      |
| --  | DF   | イングランド   | マックス・アレイン                |
| --  | DF   | イングランド   | ジェイミー・シンプソン=ピューシー |
| --  | DF   | フィンランド   | トマス・ガルベス                  |
| --  | MF   | スコットランド | ジョッシュ・アダム                |
| --  | MF   | イングランド   | ミチェル・オケケ                  |

#### ローン選手
以下は、以前にマンチェスター・シティ・アカデミー、EDS、またはファーストチームの試合に出場経験のあるEDS選手、または将来ファーストチームに加入するという明確な意図を持って連れてこられたEDS選手である。
in
注：選手の国籍表記はFIFAの定めた代表資格ルールに基づく。
| No. | Pos. |  | 選手名 |
| --- | ---- |  | ------ |

out
注：選手の国籍表記はFIFAの定めた代表資格ルールに基づく。
| No. | Pos. |              | 選手名                       |
| --- | ---- | ------------ | ---------------------------- |
| 12  | DF   | イングランド | テイラー・ハーウッド＝ベリス |
| 37  | FW   | ブラジル     | カイキー                     |
| 48  | FW   | イングランド | リアム・デラップ             |
| 50  | MF   | イングランド | キアン・ブレッキン           |
| 69  | MF   | イングランド | トミー・ドイル               |
| 70  | DF   | イングランド | ジャデル・カトンゴ           |

| No. | Pos. |              | 選手名                       |
| --- | ---- | ------------ | ---------------------------- |
| 79  | DF   | イングランド | ルーク・ムベテ               |
| 86  | DF   | イングランド | カラム・ドイル               |
| 87  | MF   | イングランド | ジェームズ・マカティー       |
| 93  | MF   | イングランド | アレクサンダー・ロバートソン |
| 94  | DF   | イングランド | フィンリー・バーンズ         |

## 歴代選手

### GK
- カスパー・シュマイケル
- アンガス・ガン

### DF
- マイカ・リチャーズ
- エリック・ガルシア
- デドリック・ボヤタ
- ジェイソン・デナイヤー
- ジェレミー・フリンポン

### MF
- フィル・フォーデン

### FW
- ケレチ・イヘアナチョ
- ガイ・アスリン
- ダニエル・スターリッジ
- ジェイドン・サンチョ